# Torneo Interbritannico 1937
Il Torneo Interbritannico 1937 fu la quarantanovesima edizione del torneo di calcio conteso tra le Home Nations dell'arcipelago britannico. Il torneo fu vinto dal Galles.

## Risultati
| Data             | Luogo   | Squadra 1   | Risultato | Squadra 2   |
| ---------------- | ------- | ----------- | --------- | ----------- |
| 17 ottobre 1936  | Cardiff | Galles      | 2 - 1     | Inghilterra |
| 31 ottobre 1936  | Belfast | Irlanda     | 1 - 3     | Scozia      |
| 18 novembre 1936 | Stoke   | Inghilterra | 3 - 1     | Irlanda     |
| 2 dicembre 1936  | Dundee  | Scozia      | 1 - 2     | Galles      |
| 17 marzo 1937    | Wrexham | Galles      | 4 - 1     | Irlanda     |
| 17 aprile 1937   | Glasgow | Scozia      | 3 - 1     | Inghilterra |

## Classifica
| Pos | Squadra     | Pti | G | V | N | P | GF | GS |
| --- | ----------- | --- | - | - | - | - | -- | -- |
| 1   | Galles      | 6   | 3 | 3 | 0 | 0 | 8  | 3  |
| 2   | Scozia      | 4   | 3 | 2 | 0 | 1 | 7  | 4  |
| 3   | Inghilterra | 2   | 3 | 1 | 0 | 2 | 5  | 6  |
| 4   | Irlanda     | 0   | 3 | 0 | 0 | 3 | 3  | 10 |